# Campionati svizzeri di sci alpino 2012
I Campionati svizzeri di sci alpino 2012 si sono svolti a Veysonnaz dal 19 al 25 marzo. Il programma ha incluso gare di discesa libera, supergigante, slalom gigante, slalom speciale e supercombinata, tutte sia maschili sia femminili.
Oltre agli sciatori svizzeri, hanno potuto concorrere al titolo anche gli sciatori di nazionalità liechtensteinese, mentre gli atleti delle altre federazioni, pur prendendo parte alle competizioni, potevano ottenere solo prestazioni valide ai fini del punteggio FIS.

## Risultati

### Uomini

#### Discesa libera
| Pos. | Atleta              | Nazione     | Tempo   |
| ---- | ------------------- | ----------- | ------- |
| 1    | Vitus Lüönd         | Svizzera    | 1:48,37 |
| 2    | Fernando Schmed     | Svizzera    | 1:49,16 |
| 3    | Nils Mani           | Svizzera    | 1:49,18 |
| 4    | Ralph Weber         | Svizzera    | 1:49,27 |
| 5    | Didier Défago       | Svizzera    | 1:49,48 |
| 6    | Marvin van Heek     | Paesi Bassi | 1:49,52 |
| 7    | Tobias Grünenfelder | Svizzera    | 1:49,54 |
| 8    | Blaise Giezendanner | Francia     | 1:49,55 |
| 9    | Alexandre Bouillot  | Francia     | 1:49,65 |
| 10   | Luca Aerni          | Svizzera    | 1:49,70 |

Data: 22 marzo

Località: Veysonnaz

Ore: 

Pista: 

Partenza: 2 165 m s.l.m.

Arrivo: 1 490 m s.l.m.

Lunghezza: 2 950 m

Dislivello: 675 m

Tracciatore: Hans Flatscher

#### Supergigante
| Pos. | Atleta              | Nazione  | Tempo   |
| ---- | ------------------- | -------- | ------- |
| 1    | Thomas Tumler       | Svizzera | 1:25,45 |
| 2    | Gino Caviezel       | Svizzera | 1:25,99 |
| 3    | Vitus Lüönd         | Svizzera | 1:26,06 |
| 4    | Thomas Frey         | Francia  | 1:26,12 |
| 4    | Fernando Schmed     | Svizzera | 1:26,12 |
| 6    | Tobias Grünenfelder | Svizzera | 1:26,25 |
| 7    | Didier Défago       | Svizzera | 1:26,48 |
| 8    | Beat Gafner         | Svizzera | 1:26,49 |
| 9    | Nils Mani           | Svizzera | 1:26,52 |
| 10   | Didier Cuche        | Svizzera | 1:26,53 |

Data: 23 marzo

Località: Veysonnaz

Ore: 

Pista: 

Partenza: 2 070 m s.l.m.

Arrivo: 1 500 m s.l.m.

Dislivello: 570 m

Tracciatore: 

#### Slalom gigante
| Pos. | Atleta                   | Nazione  | Tempo   |
| ---- | ------------------------ | -------- | ------- |
| 1    | Didier Défago            | Svizzera | 2:03,25 |
| 2    | Sandro Jenal             | Svizzera | 2:03,69 |
| 3    | Thomas Tumler            | Svizzera | 2:03,81 |
| 4    | Thomas Mermillod Blondin | Francia  | 2:04,29 |
| 5    | Samy Blanc               | Francia  | 2:04,79 |
| 6    | Christoph Nösig          | Austria  | 2:04,90 |
| 7    | Sébastien Pichot         | Francia  | 2:05,07 |
| 8    | Gabriel Rivas            | Francia  | 2:05,16 |
| 9    | Gino Caviezel            | Svizzera | 2:05,20 |
| 10   | Thomas Frey              | Francia  | 2:05,22 |

Data: 24 marzo

Località: Veysonnaz

1ª manche:

Ore: 

Pista: 

Partenza: 1 820 m s.l.m.

Arrivo: 1 490 m s.l.m.

Dislivello: 330 m

Tracciatore:
2ª manche:

Ore: 

Pista: 

Partenza: 1 820 m s.l.m.

Arrivo: 1 490 m s.l.m.

Dislivello: 330 m

Tracciatore:

#### Slalom speciale
| Pos. | Atleta                         | Nazione   | Tempo   |
| ---- | ------------------------------ | --------- | ------- |
| 1    | Thomas Mermillod Blondin       | Francia   | 1:56,59 |
| 2    | Gabriel Rivas                  | Francia   | 1:56,98 |
| 3    | Markus Vogel                   | Svizzera  | 1:57,00 |
| 4    | Ramon Zenhäusern               | Svizzera  | 1:57,22 |
| 5    | Marco Tumler                   | Svizzera  | 1:57,38 |
| 6    | Cristian Javier Simari Birkner | Argentina | 1:57,43 |
| 7    | Daniel Yule                    | Svizzera  | 1:57,56 |
| 8    | Gino Caviezel                  | Svizzera  | 1:57,66 |
| 9    | Anthony Bonvin                 | Svizzera  | 1:57,71 |
| 10   | Maxime Tissot                  | Francia   | 1:57,83 |

Data: 25 marzo

Località: Veysonnaz

1ª manche:

Ore: 

Pista: 

Partenza: 1 675 m s.l.m.

Arrivo: 1 490 m s.l.m.

Dislivello: 185 m

Tracciatore: Steve Locher
2ª manche:

Ore: 

Pista: 

Partenza: 1 675 m s.l.m.

Arrivo: 1 490 m s.l.m.

Dislivello: 185 m

Tracciatore: Werner Zurbuchen

#### Supercombinata
| Pos. | Atleta                | Nazione  | Tempo   |
| ---- | --------------------- | -------- | ------- |
| 1    | Luca Aerni            | Svizzera | 2:36,20 |
| 2    | Ralph Weber           | Svizzera | 2:36,29 |
| 3    | Bernhard Niederberger | Svizzera | 2:36,82 |
| 4    | Gino Caviezel         | Svizzera | 2:27,03 |
| 5    | Daniel Yule           | Svizzera | 2:37,45 |
| 6    | Vitus Lüönd           | Svizzera | 2:38,49 |
| 7    | Fernando Schmed       | Svizzera | 2:38,69 |
| 8    | Marc Berthod          | Svizzera | 2:38,79 |
| 9    | Marc Bonvin           | Svizzera | 2:39,08 |
| 10   | Amaury Genoud         | Svizzera | 2:39,32 |

Data: 21 marzo

Località: Veysonnaz

1ª manche:

Ore: 

Pista: 

Partenza: 2 165 m s.l.m.

Arrivo: 1 490 m s.l.m.

Lunghezza: 2 950 m

Dislivello: 675 m

Tracciatore: Hans Flatscher
2ª manche:

Ore: 

Pista: 

Partenza: 

Arrivo: 

Dislivello: 

Tracciatore: Richard Schmidiger

### Donne

#### Discesa libera
| Pos. | Atleta               | Nazione  | Tempo   |
| ---- | -------------------- | -------- | ------- |
| 1    | Fränzi Aufdenblatten | Svizzera | 1:54,83 |
| 2    | Mirena Küng          | Svizzera | 1:54,99 |
| 2    | Priska Nufer         | Svizzera | 1:54,99 |
| 4    | Martina Schild       | Svizzera | 1:55,68 |
| 5    | Jasmine Flury        | Svizzera | 1:55,74 |
| 6    | Corinne Suter        | Svizzera | 1:56,50 |
| 7    | Andrea Thürler       | Svizzera | 1:56,90 |
| 8    | Wendy Holdener       | Svizzera | 1:56,96 |
| 9    | Nadja Vogel          | Svizzera | 1:57,82 |
| 10   | Jasmina Suter        | Svizzera | 1:58,01 |

Data: 21 marzo

Località: Veysonnaz

Ore: 

Pista: 

Partenza: 2 165 m s.l.m.

Arrivo: 1 490 m s.l.m.

Lunghezza: 2 950 m

Dislivello: 675 m

Tracciatore: Daniele Petrini

#### Supergigante
| Pos. | Atleta               | Nazione  | Tempo   |
| ---- | -------------------- | -------- | ------- |
| 1    | Fränzi Aufdenblatten | Svizzera | 1:29,90 |
| 2    | Corinne Suter        | Svizzera | 1:30,01 |
| 3    | Priska Nufer         | Svizzera | 1:30,70 |
| 4    | Joana Hählen         | Svizzera | 1:30,81 |
| 5    | Élodie Rudaz         | Svizzera | 1:30,82 |
| 6    | Nadja Kamer          | Svizzera | 1:31,01 |
| 7    | Andrea Thürler       | Svizzera | 1:31,20 |
| 8    | Wendy Holdener       | Svizzera | 1:31,34 |
| 9    | Jasmina Suter        | Svizzera | 1:32,11 |
| 10   | Jasmine Flury        | Svizzera | 1:32,40 |

Data: 23 marzo

Località: Veysonnaz

Ore: 

Pista: 

Partenza: 2 070 m s.l.m.

Arrivo: 1 500 m s.l.m.

Dislivello: 570 m

Tracciatore: 

#### Slalom gigante
| Pos. | Atleta               | Nazione  | Tempo   |
| ---- | -------------------- | -------- | ------- |
| 1    | Anne-Sophie Barthet  | Francia  | 2:08,78 |
| 2    | Lara Gut             | Svizzera | 2:09,05 |
| 3    | Jasmina Suter        | Svizzera | 2:09,11 |
| 4    | Fränzi Aufdenblatten | Svizzera | 2:09,72 |
| 5    | Wendy Holdener       | Svizzera | 2:10,01 |
| 6    | Andrea Thürler       | Svizzera | 2:10,47 |
| 7    | Andrea Ellenberger   | Svizzera | 2:10,48 |
| 8    | Martina Schild       | Svizzera | 2:10,72 |
| 9    | Joana Hählen         | Svizzera | 2:11,72 |
| 10   | Élodie Rudaz         | Svizzera | 2:11,38 |

Data: 25 marzo

Località: Veysonnaz

1ª manche:

Ore: 

Pista: 

Partenza: 1 820 m s.l.m.

Arrivo: 1 490 m s.l.m.

Dislivello: 330 m

Tracciatore: Manuel Gamper
2ª manche:

Ore: 

Pista: 

Partenza: 1 820 m s.l.m.

Arrivo: 1 490 m s.l.m.

Dislivello: 330 m

Tracciatore: Julien Vuignier

#### Slalom speciale
| Pos. | Atleta            | Nazione  | Tempo   |
| ---- | ----------------- | -------- | ------- |
| 1    | Margaux Givel     | Svizzera | 1:43,64 |
| 2    | Corinne Suter     | Svizzera | 1:44,13 |
| 3    | Laurie Mougel     | Francia  | 1:44,30 |
| 4    | Marine Oberson    | Svizzera | 1:44,61 |
| 5    | Taïna Barioz      | Francia  | 1:44,91 |
| 6    | Nadja Vogel       | Svizzera | 1:44,92 |
| 7    | Wendy Holdener    | Svizzera | 1:44,97 |
| 8    | Priska Nufer      | Svizzera | 1:45,46 |
| 9    | Anémone Marmottan | Francia  | 1:45,67 |
| 10   | Andrea Thürler    | Svizzera | 1:45,80 |

Data: 24 marzo

Località: Veysonnaz

1ª manche:

Ore: 

Pista: 

Partenza: 1 675 m s.l.m.

Arrivo: 1 490 m s.l.m.

Dislivello: 185 m

Tracciatore: 
2ª manche:

Ore: 

Pista: 

Partenza: 1 675 m s.l.m.

Arrivo: 1 490 m s.l.m.

Dislivello: 185 m

Tracciatore: 

#### Supercombinata
| Pos. | Atleta            | Nazione  | Tempo   |
| ---- | ----------------- | -------- | ------- |
| 1    | Wendy Holdener    | Svizzera | 2:40,08 |
| 2    | Corinne Suter     | Svizzera | 2:40,78 |
| 3    | Priska Nufer      | Svizzera | 2:41,92 |
| 4    | Andrea Thürler    | Svizzera | 2:42,39 |
| 5    | Jasmine Flury     | Svizzera | 2:43,04 |
| 6    | Nadja Vogel       | Svizzera | 2:43,58 |
| 7    | Jasmina Suter     | Svizzera | 2:43,89 |
| 8    | Élodie Rudaz      | Svizzera | 2:46,27 |
| 9    | Beatrice Scalvedi | Svizzera | 2:48,23 |
| 10   | Sandrine Kippel   | Svizzera | 2:49,30 |

Data: 22 marzo

Località: Veysonnaz

1ª manche:

Ore: 

Pista: 

Partenza: 2 165 m s.l.m.

Arrivo: 1 490 m s.l.m.

Lunghezza: 2 950 m

Dislivello: 675 m

Tracciatore: Daniele Petrini
2ª manche:

Ore: 

Pista: 

Partenza: 

Arrivo: 

Dislivello: 

Tracciatore: Christian Brill